# Antônio Carlos Viana
Antônio Carlos Viana (Aracaju, 5 de junho de 1944 - Aracaju, 14 de outubro de 2016) foi um escritor brasileiro.
Viana foi mestre em teoria literária pela Pontifícia Universidade Católica do Rio Grande do Sul e doutor em literatura comparada pela Universidade de Nice, França. Foi professor da Universidade Federal de Sergipe. Foi tradutor, contista e lecionou redação em Aracaju.
Morreu em 14 de outubro de 2016, aos 72 anos.